# Nancy Méndez
Nancy Rosely Méndez Barrero (ur. 31 sierpnia 1983) – meksykańska zapaśniczka w stylu wolnym. Brązowa medalistka mistrzostw panamerykańskich w 2003. Szósta na MŚ juniorów w 2003 roku.